# جيسي ديلان
جيسي ديلان (بالإنجليزية: Jesse Dylan)‏ هو مخرج أمريكي، ولد في 6 يناير 1966 في نيويورك في الولايات المتحدة.

## وصلات خارجية
- جيسي ديلان على موقع IMDb (الإنجليزية)
- جيسي ديلان على موقع ألو سيني (الفرنسية)
- جيسي ديلان على موقع ميوزك برينز (الإنجليزية)
- جيسي ديلان على موقع أول موفي (الإنجليزية)
- جيسي ديلان على موقع قاعدة بيانات الأفلام السويدية (السويدية)
- جيسي ديلان على موقع ديسكوغز (الإنجليزية)
- جيسي ديلان على موقع قاعدة بيانات الفيلم (الإنجليزية)
- جيسي ديلان على موقع كينوبويسك (الروسية)